# Demografia dos Estados Unidos

Demografia em 2014.

A população dos Estados Unidos da América foi estimada pelo Gabinete do Censo em 331,449,281 habitantes em 2020. Esta população mais do que triplicou durante o século XX, de um número de cerca de 76 milhões em 1900, a uma taxa média de crescimento anual de 1,3%. No século XIX, o crescimento foi muito maior, em 1800, a população era de apenas 4,9 milhões, se multiplicando por um fator de 16 em apenas 100 anos.
A taxa de fecundidade nos Estados Unidos, em 2016, era estimada em 1,82 filhos por mulher, abaixo da taxa média ideal de reposição, que é de 2,1. Assim como outras nações desenvolvidas, o país tem uma população que está envelhecendo rapidamente e tem uma força de trabalho jovem em declínio demográfico. Contudo, no médio prazo, este problema é sanado por ondas migratórias grandes e consistentes.
Havia aproximadamente 125,9 milhões de mulheres adultas nos Estados Unidos em 2014. O número de homens adultos é de 119,4 milhões. Adultos com 85 ou mais anos de idade, há o dobro de mulheres que homens (4 milhões contra 2,1 milhões). Pessoas com 21 anos ou menos são aproximadamente um-quarto da população em geral (27,1%), e entre 65 e 71 são 14,5%. A idade nacional média é de 37.8 anos em 2015.
A sua população é muito diversa, devido às sucessivas vagas de povoação, como se pode verificar da sua história e é classificada pelo governo federal em raças e grupos étnicos, para efeitos de estatística apenas.
Em 2017, a população branca era o maior grupo racial nos Estados Unidos, totalizando cerca de 234,370,202 pessoas, ou aproximadamente 73% da população. Incluindo americanos multirraciais, a população percebida como branca é superior a 75% em percentual demográfico no país. Brancos de origem não hispânica (que migraram diretamente da Europa) são aproximadamente 60,7% da população. Já os hispânicos e latino-americanos são responsáveis por 48% do crescimento populacional dos Estados Unidos, sendo a parcela demográfica que mais cresce.
O Departamento do Censo define pessoas brancas como aquelas que tem origem "em qualquer parte da Europa, Oriente Médio ou Norte da África." Entre a população branca americana, as maiores etnias são Alemães (14,7%), Irlandeses (10,6%), Ingleses (7,8%), Italianos (5,5%), Poloneses (3%), Franceses (2,6%) e Escoceses (1,7%). Mexicanos são o maior grupo étnico dentre os latinos do país (11,3% da população geral). Também entre os não brancos, há os Afro-americanos (majoritariamente descendentes de escravos, compreendendo 12,3% da população em geral). Outros grupos proeminentes de não brancos incluem Porto-riquenhos (1,6%), Chineses (1,2%), Caribenhos (0,9%) e índios nativo americanos (1,6%). Em 2018, com uma população total girando em torno de quase 330 milhões, cerca de 14% destes (ou perto de 47 milhões de pessoas) nasceram fora do país, fazendo dos Estados Unidos, em números totais, a nação com a maior concentração de imigrantes no mundo.
Em termos de religião, em 2014, aproximadamente 73% dos americanos se identificavam como cristãos. Cerca de 48% da população é protestante, 23% é católica e 2,5% são cristãos sem denominação. Cerca de 1,8% são mórmons, 2,1% são judeus e 0,8% são muçulmanos. Ateus, agnósticos e pessoas não religiosas compreendem aproximadamente 18,2% da população. Um estudo do Pew Research Center, de 2018, estima que em 2040 o islamismo passará o judaísmo como a segunda maior religião nos Estados Unidos, muito devido a imigração e as altas taxas de natalidade dentre este povo.

## História da população dos Estados Unidos da América
Os nativos americanos foram os primeiros habitantes humanos das Américas, tendo chegado àquele continente durante o Pleistoceno, numa série de migrações da Sibéria para o Alasca, através de uma ponte terrestre que se teria formado onde hoje se encontra o Estreito de Bering. Povos nómadas, estes primeiros imigrantes espalharam-se por todo o continente, ao longo de vários milhares de anos. Neste momento, eles constituem apenas 0,9% da população,
A partir do século XVI, os EUA começaram a ser colonizados a partir da costa leste por europeus, primeiro pelos conquistadores espanhóis, mas depois especialmente por ingleses que fugiam da perseguição religiosa na Europa. A partir do século XVII, os colonos europeus começaram a importar africanos como escravos; com a abolição da escravatura em meados do século XIX, estes negros e seus descendentes ficaram a fazer parte da população.
Durante o século XIX houve grande imigração de europeus, principalmente oriundos da Irlanda, Inglaterra e Alemanha. No início do século XX chegaram muitos imigrantes oriundos da Itália e da Europa Oriental.
No século XX, os Estados Unidos da América (e também o Canadá) começaram a receber refugiados políticos e econômicos de diversas partes do mundo, como cubanos e este-europeus que fugiam de regimes comunistas, vietnamitas e outros refugiados do Sudeste Asiático, que fugiam das guerras e, mais recentemente, indianos, paquistaneses, sírios, venezuelanos e africanos, que procuravam melhores oportunidades e condições de vida.

## Áreas urbanas dos Estados Unidos da América
Na região Nordeste do país se formou uma megalópole, composta principalmente por Nova Jersey, Nova York, Buffalo, Philadelphia (Filadélfia) e Washington. Outro ponto com elevado crescimento populacional foi o Sul do país, na região do Texas, Arizona e Novo México devido à imigração, normalmente clandestina, de grupos hispânicos.

## Raça e etnicidade na população dos Estados Unidos da América
Grupos raciais nos Estados Unidos (censo de 2020; inclui declaração racial de hispânicos)
A população dos Estados Unidos da América é classificada pelo censo oficial em raças ou grupos étnicos, "para efeitos de estatística" apenas. São seis categorias, e cada cidadão ou residente pode escolher mais de uma categoria:
1. Branco
2. Negro
3. Nativos americanos
4. Asiáticos
5. Nativo polinésio ou outra ilha do pacífico
6. Outra raça

Os hispânicos formam uma categoria à parte, e não são considerados uma "raça" pelo censo americano, apesar de serem contabilizados. Devido à complexa história dos muitos países da América Latina, os hispânicos podem ser de qualquer raça, podendo ser, formalmente, categorizados como "brancos", "negros", "outra raça" ou até "duas ou mais raças". No entanto, os hispânicos tendem a ser vistos como um "grupo étnico" à parte.
A composição da população dos Estados Unidos em 2000 era aproximadamente:
- Brancos - 75,1%
- Afro-americanos - 12,3%
- Nativos americanos - 0,9%
- Asiático - 3,6%
- Nativo polinésio ou outra ilha do pacífico - 0,1%
- Duas ou mais raças - 2,4%
- Etnia  - 5,5%

Os hispânicos estão distribuídos entre as sete categorias supracitadas. Compunham, aproximadamente, 12,5 % da população americana em 2000, e esta porcentagem está aumentando rapidamente. Considerando-se os hispânicos como uma categoria separada, a composição étnica da sociedade americana, passa a ser:
- Brancos (não-hispânicos) - 69,1%
- Hispânicos (de qualquer raça)- 12,5%
- Afro-americanos - 12,3%
- Nativos americanos - 0,9%
- Asiático - 3,6%
- Nativo polinésio ou outra ilha do pacífico - 0,1%
- Outros - 1,5%

Os brancos americanos são maioria entre os norte-americanos que possuem idade superior a 65 anos (80% da população com idade superior a 65 anos). Entre os recém-nascidos, porém, outros grupos além dos brancos não-hispânicos (negros, latinos/hispânicos, asiáticos, etc.) predominam e já os ultrapassaram, de acordo com notícia divulgada em junho de 2011, sendo a mesma tendência registrada para as crianças na faixa etária de 5 anos, conforme notícia recente, de 2013.
De acordo com notícia de 2013, o número de mortes entre os brancos norte-americanos é maior do que o número de nascimentos, algo sem paralelo na histório do país como nação independente.
Já em 2014, 50,3% dos alunos nas escolas norte-americanas pertencem a outros segmentos que não os brancos não-hispânicos (latinos/hispânicos, afro-americanos, asiáticos, indígenas, etc).
Estima-se que em 2020, mais de 50% das crianças nos Estados Unidos não serão brancas. Em 2016, mais de 50% das crianças nascidas já pertenciam a minorias, representando maioria não branca entre os nascimentos.

### Composição genética
Por volta de 1/3 dos americanos brancos possuem ancestralidade africana, de acordo com um estudo autossômico de 2003. A média de contribuição africana para esse 1/3 da população branca americana ficou em 2,3%, mas havendo variações individuais em que a contribuição africana chega a até mais de 20%. Levando-se em conta toda a população branca americana, a média de contribuição africana cai para o valor pequeno de 0,7%.
Já em um estudo de 2010, concluiu-se que apenas 5% dos que se identificam como afro-americanos possuem ancestralidade africana superior a 95%. 27% dos afro-americanos teriam ancestralidade africana inferior a 60%. 52% dos americanos brancos (a maioria, portanto) teriam ancestralidade europeia inferior a 95%.
De acordo com outro estudo, americanos que se autodeclararam como de ascendência europeia revelam ancestralidade europeia, em média, de 93,20%. Afro-americanos, ancestralidade africana de 86,20% (com variações individuais de 47,82% a 98,50% no caso dos afro americanos).
Estudos sociológicos feitos anteriormente já haviam revelado o que estudos genéticos atualmente demonstram: a existência de miscigenação na população 'branca' americana. (04.08.1990) 

## Problemas sociais
Comparados com a população branca, os demais grupos étnicos detêm a maior taxa de desemprego, os trabalhos menos valorizados e as menores rendas.
Outro grave problema social é a imigração ilegal, apesar de estar sob o controle de rigorosas leis. Os imigrantes clandestinos, principalmente mexicanos, vivem ilegalmente no país e se sujeitam a serviços informais, pouco valorizados e mal-renumerados.

## A língua portuguesa
Os portugueses e os seus descendentes formam um grupo étnico razoavelmente expressivo nos Estados Unidos, somando 1,3 milhão de pessoas (0,5℅ da população).
A presença portuguesa nos Estados Unidos remonta ao início do século XVI, quando o navegador Miguel Corte Real aí chegou pela primeira vez e João Rodrigues Cabrilho explorou a costa da Califórnia. Durante a época colonial, houve uma pequena emigração português para os Estados Unidos, especialmente para as ilhas de Martha’s Vineyard e Nantucket.
No fim do século XIX, muitos portugueses, principalmente, os Açorianos e os Madeirenses, emigraram para o lado leste dos Estados Unidos. Lá, estabeleceram comunidades em vários locais na Nova Inglaterra. As cidades incluem:
Providence, Bristol e Pawtucket em Rhode Island e New Bedford, Taunton e Fall River em Massachusetts. Na costa oeste em Califórnia, há comunidades portugueses em São Francisco, Oakland, San Jose, Santa Cruz, o Central Valley, as áreas produtoras de leite do Los Angeles Basin, e nas áreas dos pescadores em San Diego. Também há conexões com as comunidades portugueses no noroeste pacífico em Astoria, Oregon, Seattle, Washington, e British Columbia, Canada.
No meio do século XX chegaram mais uma onda dos imigrantes portugueses nos Estados Unidos, principalmente no nordeste (New Jersey, Nova Iorque, Connecticut, Rhode Island e Massachusetts). Há vários clubes portugueses nestes estados que operaram com a intenção de promover e preservar a cultura portuguesa entre eventos, desportos, etc.
As três maiores comunidades portuguesas-americanas nos Estados Unidos são:
1. Providence; New Bedford; Fall River; Rhode Island e Massachusetts área de metrópole: 265.512
2. Boston; Cambridge; Quincy; Massachusetts e New Hampshire área de metrópole: 113.351
3. Nova Iorque; Norte de New Jersey; Long Island; Nova Iorque e New Jersey e Pennsylvania área de metrópole: 111.892

Os brasileiros começaram a imigrar para os Estados Unidos em grande números nos anos oitenta do século XX por causa das condições económicas desfavoráveis no Brasil. Contudo, muito dos brasileiros que imigraram durante esta década são imigrantes indocumentados. Havia mais mulheres do que homens imigrando do Brasil para os Estados Unidos; em 1999 e 2000, o ‍Censo dos Estados Unidos‍ indicou que havia 10% mais mulheres na população dos imigrantes brasileiros no país. As três maiores áreas metropolitanas com a população brasileira são ‍Nova Iorque‍ (72,635), Boston (63,930) e Miami (43,930).
Comunidades ‍brasileiras nos Estados Unidos‍
1. A cidade de Nova Iorque é um ponto de entrada importante para os brasileiros que vêm aos Estados Unidos. West 46th Street entre Fifth e Sixth Avenues em Manhattan é chamada “Little Brazil” e serve como um centro comercial para os brasileiros visitando ou vivendo em Nova Iorque. Um outro bairro com muitos brasileiros fica em Astoria, Queens. Newark, no estado de New Jersey, também tem muitos brasileiros que se juntaram à população mais antiga de imigrantes luso-americanos.
2. A área metropolitana de Boston tem muitos imigrantes brasileiros. A cidade de Framingham tem a maior população dos brasileiros no estado de Massachusetts e as cidades de Somerville, Everett, Barnstable, Lowell, Marlboro, Malden, e Falmouth também têm populações numerosas de brasileiros.
3. A grande comunidade brasileira do sul da Flórida é principalmente centrada em torno das ilhas e na seção nordeste de Miami-Dade County.

## A língua espanhola
Estima-se que aproximadamente 44 milhões de pessoas (ou 14,75% da população) falem espanhol nos Estados Unidos, tornando este país o quarto do mundo em número de hispanófanos - atrás apenas do México, Espanha e Colômbia.

### Fatores históricos
Antes da colonização Inglesa, os espanhóis já exploravam o que viria a se tornar território americano: fundaram, em 1560, o povoado de Santo Augustine na Flórida; também se fixaram no que viria a ser os estados da Califórnia, Arizona, Utah, Novo México e Texas.
As terras hispanófonas norte-americanas começaram a se separar da Espanha em 1819, com Tratado de Adams-Onís que vendia ao recém-independente Estados Unidos a Flórida. Em seguida vieram a anexação do Texas (1845), a Secessão Mexicana pelo Tratado de Guadalupe Hidalgo e a Compra de Gadsden (1853).
Entretanto, as populações se misturando as levas de imigrantes  indígenas na marcha para o oeste dando origem a uma cultura mista, ainda visível nos traços das pessoas, arquitetura, comidas etc.

### Espanhol hoje
O espanhol ainda é atualmente uma língua muito presente, mesmo após dois séculos de pressão dos anglófonos para a conversão linguística dos hispanófonos. O número de pessoas que fala espanhol nos Estados Unidos cresceu 62% em relação a 1990, de acordo com dados do censo de 2000; sendo os estados do Novo México, Califórnia e Texas  os que concentram mais hispânicos.
Ele compartilha o status de língua oficial com o inglês no Estado Livre Associado de Porto Rico e no estado do Novo México - unico estado a tê-lo como co-oficial.

### Hibridismo
Após a segunda Guerra Mundial houve um grande esforço para obrigar os hispânicos a falarem inglês, com o objetivo de integrar este povo ao resto dos EUA. Essa população local, somado aos emigrantes que chegavam (e chegam) sem falar inglês e assim permaneciam, deram origem a um "dialeto" híbrido, o famoso "spanglish" (espanglês), que mistura sentenças em espanhol, com forte influencia de vocábulos ingleses.